# Caracladus zamoniensis
Caracladus zamoniensis is een spinnensoort in de taxonomische indeling van de hangmatspinnen (Linyphiidae).
Het dier behoort tot het geslacht Caracladus. De wetenschappelijke naam van de soort werd voor het eerst geldig gepubliceerd in 2009 door Frick & Muff.